# Japonska kriptomerija
Japonska kriptomerija (znanstveno ime Cryptomeria japonica) je vednozeleno iglasto drevo iz družine cipresovk (Cupressaceae). Je edina vrsta v rodu Cryptomeria. Nekoč so jo uvrščali v ločeno družino taksodijevk (Taxodiaceae), kasneje pa so ugotovili, da taksodijevke in cipresovke tvorijo enotno skupino rastlin. Njeno drugo ime v slovenščini je srpavka – po iglicah v obliki srpa. Japonska kriptomerija izvira iz Japonske in jugovzhodne Kitajske, v Evropo so jo pripeljali leta 1844.
- Iglice in moški cvetovi japonske kriptomerije.
- Zreli storži japonske kriptomerije.
- Deblo japonske kriptomerije.

## Botanični opis
Japonska kriptomerija zraste do okoli 50 metrov visoko, ima stožčasto krošnjo. Rdeče rjava skorja se cepi v dolge tanke trakove. Ukrivljene iglice ostanejo na vejicah do 5 let. Moški cvetovi so veliki nekaj milimetrov, združeni v gruče na koncu poganjka, ob zrelosti spremenijo barvo iz rdeče v rumeno. Ženski storži so rozetasti, imajo špičaste izrastke, veliki so okoli 2 centimetra. Podolgovata semena so rjave barve.

## Rastišče
Japonska kriptomerija uspeva v globoki, rahli in rodovitni zemlji ter potrebuje vlažno podnebje, mraza pa ne prenaša dobro.
Kot prehransko rastlino jo uporabljajo ličinke nekaterih vešč iz rodu Endoclita, vključno z E. auratus, E. punctimargo in E. undulifer. Sugi (in hinoki) cvetni prah je glavni vzrok senenega nahoda na Japonskem.

## Endemizem
Sugi so na Kitajskem gojili že tako dolgo, da se pogosto misli, da je tam domača. Oblike, izbrane za okrasje in proizvodnjo lesa na Kitajskem, so bile opisane kot posebna sorta Cryptomeria japonica var. sinensis (ali celo drugačna vrsta, Cryptomeria fortunei), vendar se ne razlikujejo od celotnega obsega variacij, ki jih najdemo v divjini na Japonskem, in ni zanesljivih dokazov, da se je vrsta kdaj pojavila divje na Kitajskem. Genetska analiza najbolj znane kitajske populacije na gori Tianmu, ki vsebuje drevesa, ocenjena na skoraj 1000 let, podpira hipotezo, da populacija izvira iz vnosa.
Zunaj domačega območja razširjenosti je bila Cryptomeria sredi 19. stoletja uvedena tudi na Azore za proizvodnjo lesa. Trenutno je najbolj gojena vrsta v arhipelagu, saj zavzema več kot 12.698 hektarjev, 60 % proizvodnega gozda in približno 1/5 celotne kopenske površine v regiji.

## Fosilni zapis
Najzgodnejši fosilni zapis Cryptomeria so opisi, ki temeljijo na vegetativnih organih †Cryptomeria kamtschatica iz poznega eocena s Kamčatke v Rusiji ter †Cryptomeria protojaponica in †Cryptomeria sichotensis iz oligocena v Primorju v Rusiji. Več fosilnih listnatih posnetkov †Cryptomeria yunnanensis je bilo opisanih iz slojev rupelske stopnje porečja Lühe v Junanu na Kitajskem.
Od neogena je Cryptomeria dobro zastopana kot semenski storži, listnati poganjki in les v fosilnih zapisih Evrope in Japonske. †Cryptomeria rhenana je bila opisana od zgodnjega poznega miocena do poznega miocena v Rheinu v Morsbachu v Nemčiji, od zgodnjega in srednjega pliocena v severni Italiji, do srednjega pliocena v Dunarobbi v Italiji in do zgodnjega pleistocena v Umbriji v Italiji. †Cryptomeria anglica je bila opisana od poznega miocena v La Cerdani v Španiji do poznega srednjega miocena v Brjánslækurju na Islandiji in od poznega miocena do zgodnje pliocenske formacije Brassington v Derbyshiru v Angliji. †Cryptomeria miyataensis je bila opisana iz poznega miocena v Akiti na Japonskem. Cryptomeria japonica je bila opisana iz poznega miocena v Gruziji in iz pliocena v Duabu v Abhaziji. Opisan je bil tudi iz pliocena Honšuja na Japonskem, poznega pliocena Osake na Japonskem in iz pleistocena Kjušuja na Japonskem.

## Gojenje

### Les
Les Cryptomeria japonica je izredno dišeč, odporen na vremenske vplive in insekte, mehak in z nizko gostoto. Les se uporablja za izdelavo dogov, kadi, sodov, pohištva in drugih notranjih prostorov. Enostaven za žaganje, je primeren za lahke konstrukcije, škatle, furnirje in vezane plošče. Zakopan les postane temno zelen in je zelo cenjen. Smola iz drevesa vsebuje kriptopimarno in fenolno kislino.
Les je prijetno dišeč, rdečkasto roza barve, lahek, a močan, vodoodporen in odporen proti gnitju. Na Japonskem je priljubljena za vse vrste gradbenih del, kot tudi za notranje obloge itd. V okrožju Dardžiling in Sikim v Indiji, kjer je eno najbolj razširjenih dreves, se C. japonica imenuje Dhuppi in je priljubljena zaradi svoje svetlobe. Les se v veliki meri uporablja pri gradnji hiš.
Na Japonskem se za spravilo hlodov včasih uporablja metoda izrezovanja dreves daisugi (台杉).

#### Mehanske lastnosti
V pogojih suhega zraka je bilo določeno, da je začetna gostota lesa japonske cedre okoli 300–420 kg/m3. Prikazuje Youngov modul 8017 MPa, 753 MPa in 275 MPa v vzdolžni, radialni in tangencialni smeri glede na lesna vlakna.

## Okrasno drevo
Cryptomeria japonica se v veliki meri uporablja v gozdnih nasadih na Japonskem, Kitajskem in na Azorih ter se pogosto goji kot okrasno drevo v drugih zmernih območjih, vključno z Veliko Britanijo, Evropo, Severno Ameriko in vzhodnimi regijami Himalaje v Nepalu in Indiji.
Za sorto 'Elegans' je značilno, da obdrži mlado listje vse življenje, namesto da razvije normalno odraslo listje, ko je star eno leto. Je majhno, grmičasto drevo, visoko 5–10 m. Obstajajo številni pritlikavi kultivarji, ki se pogosto uporabljajo v skalnjakih in za bonsaj, vključno s 'Tansu', 'Koshyi', 'Little Diamond', 'Yokohama' in 'Kilmacurragh.'
Naslednje sorte so prejele nagrado Royal Horticultural Society Award of Garden Merit (potrjeno 2017):
- C. japonica 'Bandai-sugi'[16]
- C. japonica 'Elegans Compacta'[17]
- C. japonica 'Elegans Viridis'[18]
- C. japonica 'Globosa Nana'[19]
- C. japonica 'Golden Promise'[20]
- C. japonica 'Sekkan-sugi'[21]
- Cryptomeria japonica 'Spiralis'[22]
- C. japonica 'Vilmoriniana'[23]

## Simbolika
Sugi je običajno zasajena okoli templjev in svetišč, s številnimi izjemno impresivnimi drevesi, posajenimi pred stoletji. Sargent (1894; Gozdna flora Japonske) je zapisal primer daimjoja (fevdalnega gospoda), ki je bil prereven, da bi podaril kamnito svetilko na pogrebu šoguna Tokugava Iejasuja (1543–1616) v Nikkō Tōšō-gū, vendar je zahteval namesto da bi smeli zasaditi drevored sugijev, da bi »bodoče obiskovalce zaščitili pred sončno vročino«. Ponudba je bila sprejeta; Cedar Avenue v Nikkō, ki še vedno obstaja, je dolga več kot 65 km in »nima para v mogočni veličini«.
Jōmon Sugi (縄文杉) je veliko drevo kriptomerije, ki je na Jakušimi, Unescovem seznamu svetovne dediščine, na Japonskem. Je najstarejša in največja med starimi drevesi kriptomerij na otoku in je ocenjena na starost med 2170 in 7200 let.
Kriptomerije so pogosto opisane in omenjene v japonski literaturi. Na primer, gozdovi kriptomerije in njihovi delavci, ki so v gorah severno od Kjota, so predstavljeni v znameniti knjigi Stara prestolnica Jasunarija Kavabate.

## Japonska kriptomerija na Slovenskem
V Sloveniji raste japonska kriptomerija kot okrasno, parkovno drevo. Med drugim jo najdemo v Mestnem parku v Mariboru, v Botaničnem vrtu v Ljubljani, v Mini drevesnem parku na Gozdni učni poti Dravograd – grad, v Arboretumu Volčji Potok ...

## Galerija
- Gozdni nasad
- Veliki sugi v Kayanu
- Sugi avenue v svetišču Togakuši v Naganu
- Prerez
- Wilsonov štor je bilo drevo sugi na otoku Yaku, za katerega ocenjujejo, da je bilo posekano staro več kot 2000 let
- Gojen kot bonsaj